# Chiuruș
Chiuruș ( maďarsky : Csomakőrös , starý název: Kőrös ) je vesnice v Rumunsku, východně od Sfântu Gheorghe. V roce 1910 vesnice měla 619 a v roce 1992 451 obyvatel (Maďaři). Do roku 1919 byla součástí Uherska a mezi lety 1940 a 1944 patřila Maďarsku. Je tam pamětní muzeum. Kalvínský kostel byl postaven v 17. století. Při sčítání lidu v roce 2002 se ze 433 obyvatel 432 hlásilo k maďarštině jako hlavnímu jazyku.

## Osobnosti
- Sándor Kőrösi Csoma (1784–1842), maďarský filolog a orientalista

## Partnerské obce
- Zagyvaszántó, Maďarsko